# Федченко (ледник)
Федченко (на руски: Федченко, на таджикски: Ванджях) е ледник в планините Памир, намиращ се в Таджикистан, Горнобадахшанска автономна област.
Ледникът е дълъг и тесен, простира се на 77 km и обхваща над 700 km². Той е най-дългият ледник в света извън полярните региони. Максималната дебелина на ледника е 1000 m. Обемът на Федченко и неговите десетки притоци се оценява на 144 km³.

## Разположение
Ледникът се движи като цяло на север и се намира източно от високия 6595 m връх Гармо. Началото на ледника е на височина 6200 m н.в., топи се и се влива в река Баландкрийк близо до границата с Киргизстан, на височина от 2909 m. Водите му се вливат в реките Миксу, Суркхоб, Вакхш (в басейна на Амударя).
На запад са хребетът Академия на науките и върховете Гармо, Исмаил Сомони, Корженевская и водите на реките Ванж и Ягуслайм. На юг е връх Независимост, на изток е Горбунов връх (6025 m), а на север е Алтин Мазар.

## История
Ледникът е открит през 1878 г., но е проучен през 1928 г. от германо-съветска експедиция начело с Вили Рикмер Рикмерс. Носи името на руския изследовател Алексей Федченко (1844 – 1873).
През 1910 – 1913 г. ледникът се разраства и се придвижва напред с 800 – 1000 m, като блокира река Баляндлик следващата година. Той продължава да се отдалечава от 1928 до 1960 г., спирайки притока от Косиненко, Улугбек, Алърт и няколко други реки.
Таджикистанското правителство изразява опасения, че Федченко и другите ледници в Памир се свиват, което се дължи на глобалното затопляне, и че продължителното повишаване на температурата може да застраши водоизточниците на държавата и широката водноелектрическа инфраструктура, задвижвана почти изцяло от топенето на ледниците.